# Tobias Foss
Tobias Svendsen Foss (* 25. května 1997) je norský profesionální silniční cyklista jezdící za UCI WorldTeam Ineos Grenadiers.

## Kariéra
V srpnu 2019 se Foss stal prvním norským vítězem Tour de l'Avenir, etapového závodu určeného pro jezdce do 23 let. O měsíc dříve bylo oznámeno, že Foss podepsal dvouletý kontrakt s UCI WorldTeamem Team Jumbo–Visma od sezóny 2020. V říjnu 2020 se zúčastnil Gira d'Italia 2020, avšak ze závodu musel společně se zbytkem svého týmu odstoupit před desátou etapou kvůli pozitivnímu testu na covid-19 u Stevena Kruiswijka. V květnu 2021 se Foss znovu zúčastnil Gira d'Italia a tentokrát v cíli dosáhl díky skvělým výkonům v časovkách a stabilní formě v horách na deváté místo v celkovém pořadí. V červnu 2021 se pak stal norským národním šampionem jak v časovce, tak v silničním závodu.
V září 2022 se překvapivě stal mistrem světa v časovce v australském Wollongongu, kde porazil favorizované závodníky jako Stefan Küng, Filippo Ganna či Remco Evenepoel. Také se stal vůbec prvním norským vítězem této disciplíny na mistrovství světa.

## Hlavní výsledky
2014
Národní šampionát
 vítěz týmové časovky juniorů
2. místo časovka juniorů
2. místo kritérium juniorů
3. místo silniční závod juniorů
Mistrovství Evropy
 3. místo časovka juniorů
2015
Národní šampionát
 vítěz silničního závodu juniorů
 vítěz časovky juniorů
 vítěz týmové časovky juniorů
Mistrovství Evropy
 2. místo časovka juniorů
Mistrovství světa
8. místo časovka juniorů
2016
Národní šampionát
 vítěz časovky do 23 let
ZLM Tour
3. místo celkově
vítěz 1. etapy (TTT)
4. místo Himmerland Rundt
2017
Kolem Norska
 vítěz soutěže mladých jezdců
Tour de l'Avenir
7. místo celkově
2018
Národní šampionát
4. místo časovka
Mistrovství světa
6. místo časovka do 23 let
Okolo Slovenska
6. místo celkově
 vítěz soutěže mladých jezdců
8. místo Hafjell GP
Tour de l'Avenir
9. místo celkově
10. místo Piccolo Giro di Lombardia
2019
Tour de l'Avenir
 celkový vítěz
3. místo Lutych–Bastogne–Lutych Espoirs
Volta ao Alentejo
4. místo celkově
 vítěz soutěže mladých jezdců
Le Triptyque des Monts et Châteaux
4. místo celkově
4. místo Hafjell GP
Mistrovství světa
6. místo silniční závod do 23 let
7. místo Gent–Wevelgem U23
2020
Národní šampionát
2. místo časovka
Tour de Hongrie
5. místo celkově
2021
Národní šampionát
 vítěz silničního závodu
 vítěz časovky
Giro d'Italia
9. místo celkově
2022
Mistrovství světa
 vítěz časovky
Národní šampionát
 vítěz časovky
2. místo Chrono des Nations
Volta ao Algarve
6. místo celkově
2023
Paříž–Nice
vítěz 3. etapy (TTT)
Volta ao Algarve
4. místo celkově

### Výsledky na Grand Tours
| Grand Tour      | 2020 | 2021 | 2022 | 2023 | 2024 |
| --------------- | ---- | ---- | ---- | ---- | ---- |
| Giro d'Italia   | DNF  | 9    | 54   | —    | 79   |
| Tour de France  | —    | —    | —    | —    |      |
| Vuelta a España | —    | —    | —    |      |      |

### Výsledky na šampionátech
| Akce              | Akce           | 2016 | 2017      | 2018      | 2019      | 2020      | 2021 | 2022      | 2023      |
| ----------------- | -------------- | ---- | --------- | --------- | --------- | --------- | ---- | --------- | --------- |
| Olympijské hry    | Silniční závod | —    | Nejelo se | Nejelo se | Nejelo se | Nejelo se | 61   | Nejelo se | Nejelo se |
| Olympijské hry    | Časovka        | —    | Nejelo se | Nejelo se | Nejelo se | Nejelo se | 23   | Nejelo se | Nejelo se |
| Mistrovství světa | Silniční závod | —    | —         | —         | —         | —         | —    | 84        | —         |
| Mistrovství světa | Časovka        | —    | —         | —         | —         | —         | —    | 1         | 11        |
| Národní šampionát | Silniční závod | 41   | 37        | 55        | 23        | 19        | 1    | 8         | DNS       |
| Národní šampionát | Časovka        | 11   | 5         | 4         | 13        | 2         | 1    | 1         | —         |

| —   | Nezúčastnil se |
| DNF | Nedokončil     |